# Heredia (kanton)
Heredia is een stad (ciudad) en gemeente (cantón) in de provincie Heredia van Costa Rica. Met zijn 137.000 inwoners is deze gemeente de achtste grootste van het land.
De gemeente wordt onderverdeeld in vijf deelgemeenten (distrito): Heredia (de eigenlijke stad), Mercedes, San Francisco, Ulloa en Vara Blanca. Deze laatste deelgemeente, ook Varablanca gespeld, maakt 90 % van de oppervlakte van de gemeente uit, maar grenst niet aan de rest ervan en heeft slechts 900 inwoners.
Barva · Belén · Flores · Heredia · San Isidro · San Pablo · San Rafael · Santa Bárbara · Santo Domingo · Sarapiquí